# Cladosporium zeae
Cladosporium zeae är en svampart som beskrevs av Peck 1894. Cladosporium zeae ingår i släktet Cladosporium och familjen Davidiellaceae.   Inga underarter finns listade i Catalogue of Life.